# Хэй, Уильям, 4-й граф Кинньюл
Уильям Хэй, 4-й граф Кинньюл (англ. William Hay, 4th Earl of Kinnoull; умер 28 марта 1677 года) — шотландский дворянин и военный, верным королю Карлу I Стюарту. Он дважды сбегал из Эдинбургского замка.

## Биография
Второй сын Джорджа Хэя, 2-го графа Кинньюла (ум. 1644), и Энн Дуглас (ум. 1667), дочери Уильяма Дугласа, 7-го графа Мортона. Дата его рождения не указана, но его родители поженились в 1622 году, а его младший брат Питер был крещен 11 июня 1632 года. Его старший брат Джордж Хэй стал 3-м графом Кинньюлом в 1644 году после смерти их отца.
Как и его старший брат, Уильям был сторонником Карла I Стюарта и объединил усилия с Джеймсом Грэмом, 1-м маркизом Монтрозом. Племянник Монтроза, Арчибальд Нейпир, 2-й лорд Нейпир, писал своему дяде из Брюсселя 14 июня 1648 года: «Когда я уезжал из Франции, в моей компании прибыло более пятидесяти человек, которые действительно принадлежали моему лорду Монтрозу; среди них был мсье Хэй, брат Кинньюла, и несколько других хорошего качества».
Он унаследовал графство после того, как его старший брат Джордж Хэй умер без наследства в конце 1649 или начале 1650 года. Дата смерти 3-го графа Кинньюла неизвестна, но считается, что записи, относящиеся к графу Кинньюлу в начале 1650 года, относятся к Уильяму. Он упоминается в марте 1650 года как прибывший на Оркнейские острова со свежим пополнением континентальных войск для дела роялистов.
Чарльз Гордон, 1-й граф Абойн, пишет, что лорд Кинньюл сопровождал маркиза Монтроза после его поражения в битве при Карбисдейле в апреле 1650 года, когда он был в конечном итоге взят в плен. Гордон пишет, что Кинньюл «будучи слабым из-за недостатка мяса и не в состоянии идти дальше, был оставлен там, среди гор, где, как предполагалось, он погиб».
Лорд Кинньюл фактически избежал смерти и продолжал бороться за дело Монтроза после казни последнего в мае 1650 года. В декабре 1653 года он был схвачен близ Гламиса и взят в плен в Эдинбургском замке. Вместе с некоторыми другими графу удалось бежать в мае 1654 года.
Он объединил свои силы с Джеймсом Грэмом, 2-м маркизом Монтрозом, будучи с ним в битве при Метвенском лесу в июне 1654 года. 23 ноября граф Кинньюл был снова схвачен и взят в плен в Эдинбургском замке, из которого он снова сбежал.
После смерти своего двоюродного брата Джеймса Хэя, 2-го графа Карлайла в 1660 году, граф Кинньюл унаследовал его владение Барбадосом, но продал его английской короне в 1661 году за пенсию.

## Браки и дети
Граф Кинньюл был дважды женат. Его первой женой стала леди Мэри Браднелл (7 января 1636—1665), дочь Роберта Браднелла, 2-го графа Кардигана, и Энн Сэвидж. Их брак оказался бездетным. Во второй раз он женился на леди Кэтрин Сесил (? — 1683), дочери Чарльза Сесила, виконта Крэнборна, и леди Дианы Максвелл. У них было два сына, оба из которых унаследовали графский титул:
- Джордж Хэй, 5-й граф Кинньюл (ум. 1687), холост и бездетен
- Уильям Хэй, 6-й граф Кинньюл (ум. 10 мая 1709), холост и бездетен

4-й граф Кинньюл скончался 28 марта 1677 года и был похоронен в мае в церкви Уолтем-Эбби, Эссекс.

## Титулатура
- 4-й граф Кинньюл (с 20 ноября 1649)
- 4-й виконт Дапплин (с 20 ноября 1649)
- 4-й лорд Хэй из Кинфаунса (с 20 ноября 1649)